# Viktualienmarkt

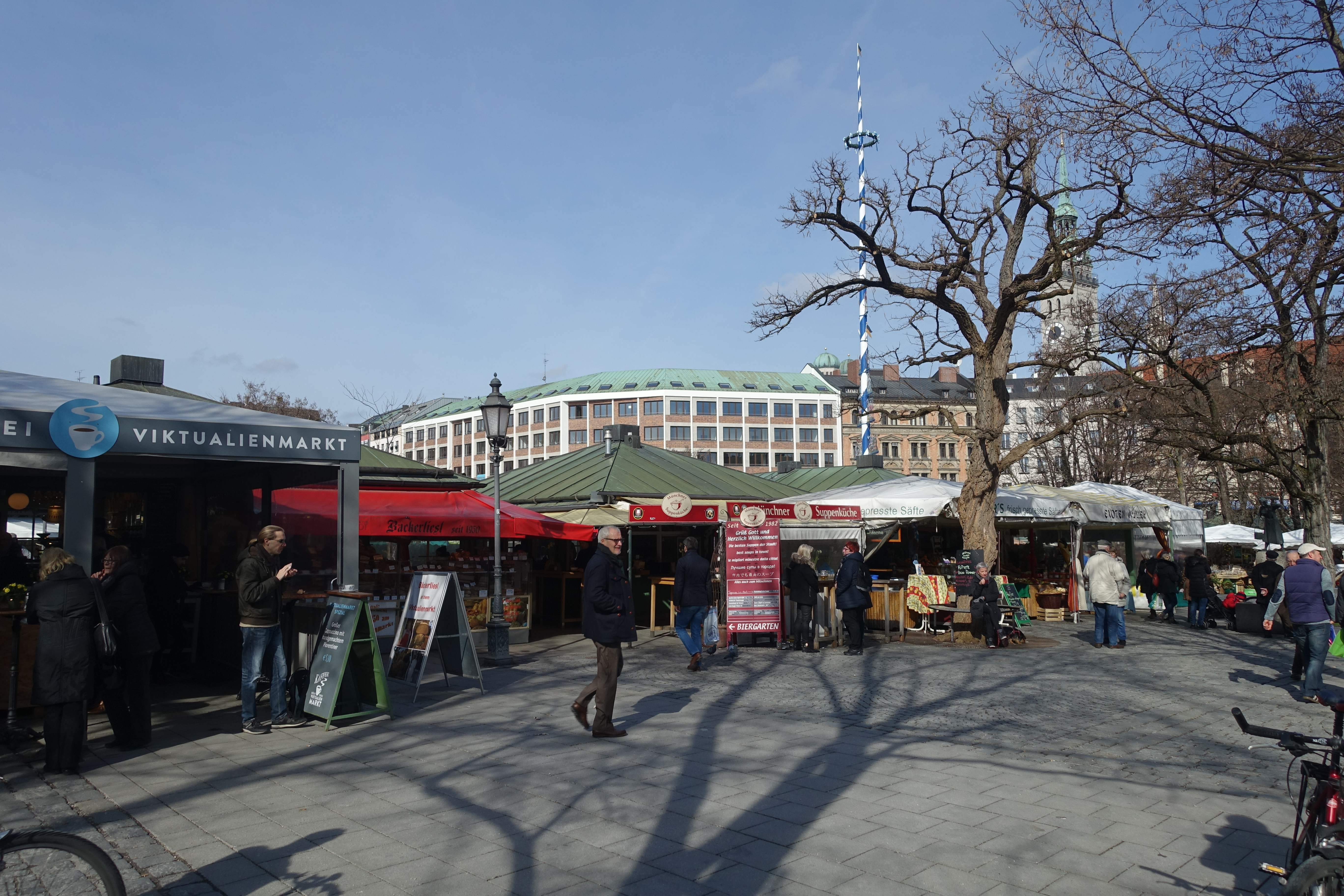
Der Viktualienmarkt im Jahr 2016

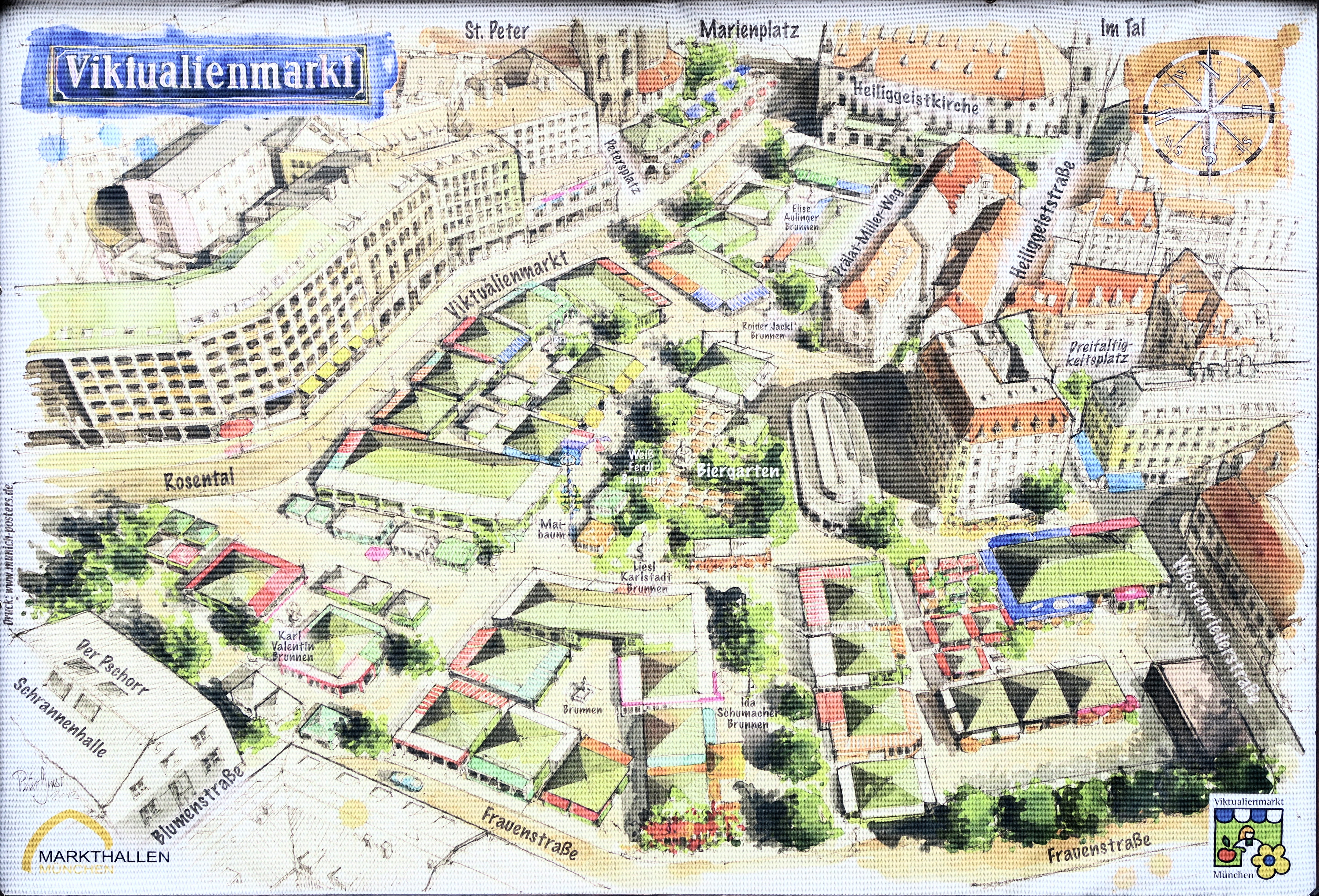
Übersichtsplan

Der Viktualienmarkt (Aussprache: Fiktualienmarkt) ist ein ständiger Markt für Lebensmittel (veraltet auch Viktualien) in der Altstadt von München. Er findet seit 1807 täglich, außer an Sonn- und Feiertagen, statt. Das Erscheinungsbild des über zwei Hektar großen Geländes wird durch fest errichtete Buden mit zum Teil großen Auslagen geprägt. Dazu kommen einige saisonal unterschiedliche fliegende Stände. Die Marktstände sind in mehreren Abteilungen um einen Biergarten angeordnet. Das Gelände wird außerdem durch Münchens zentralen Maibaum und mehrere Brunnen geprägt. Daneben findet im Münchner Stadtteil Pasing seit 1907 der kleinere Pasinger Viktualienmarkt mit 400 m2 Verkaufsfläche statt.

## Name
Das Wort Viktualienmarkt leitet sich von Viktualien (Lebensmittel) ab. Ursprünglich hieß der Markt „grüner Markt“, oder einfach Marktplatz. Die Bezeichnung Viktualienmarkt kam im 19. Jahrhundert auf, als es im Bildungsbürgertum modern war, deutsche Begriffe zu latinisieren.

## Geschichte
Der Viktualienmarkt am heutigen Ort entstand aus der Verlegung des alten Münchner Stadtmarktes am Schrannenplatz, dem heutigen Marienplatz, der als Handelsort für Getreide und andere Agrarerzeugnisse zu klein geworden war. Daher verfügte König Max I. Joseph am 2. Mai 1807, einen Teil des Marktes in das Gebiet zwischen Heilig-Geist-Kirche und Frauenstraße zu verlegen und trug dem Magistrat auf, die von der Stadt erworbenen Benefizhäuser von Heiliggeist abzubrechen.

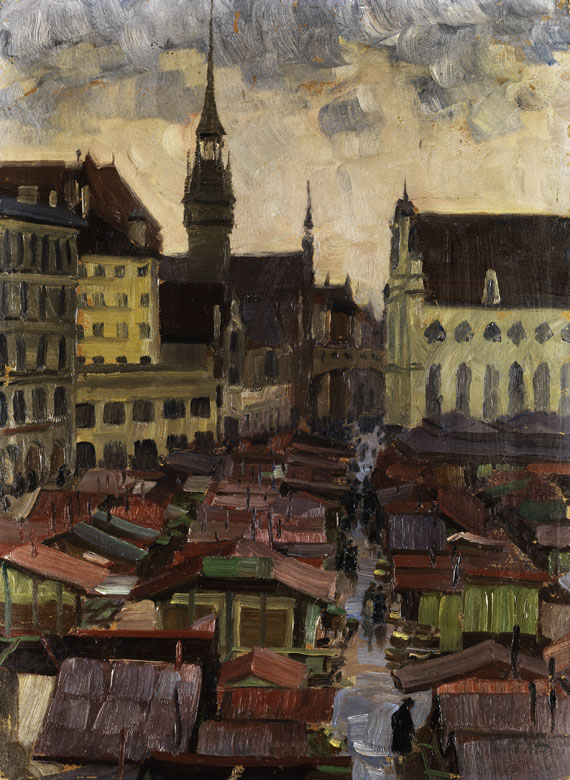
Charles Vetter (1858–1936): Viktualienmarkt, Öl auf Leinwand

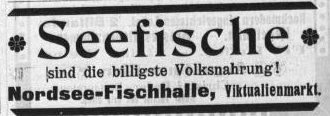
Reklame der Nordsee-Halle in der Münchener Ratsch-Kathl, 1904

In den Jahren 1823 bis 1829 musste dieser zentrale Markt wesentlich erweitert werden. Im Jahre 1885 wurden das alte Heilig-Geist-Spital abgebrochen und die Heilig-Geist-Kirche in westlicher Richtung verlängert. Dadurch erhielten Markt und Stadt ein neues Gesicht. Am Südende an der Blumenstraße war 1852, unmittelbar an der einstigen Stadtmauer, die langgestreckte Schrannenhalle, die Vorläuferin der heutigen Großmarkthalle, entstanden, die 1932 teilweise abbrannte und seit 2005 wieder in Betrieb ist. 1855 wurde der Fischmarkt an die Westenriederstraße verlegt. Seit 1870 gibt es feste Stände – davor wurden die Verkaufsplätze täglich neu vergeben. Im Laufe der Zeit erfuhr der Markt noch viele Ergänzungen, so eine Bankmetzgerhalle, eine Halle für den Verkauf von Kutteln, Brotverkaufsläden, Ladenbauten und Pavillons für den Obstverkauf sowie eine eigene Halle der Nordseefischerei. Die Petersberglmetzger, die Geflügel- und Wildbrethändler und die Blumenfrauen breiteten sich aus. Im Jahr 1890 hatte der Viktualienmarkt seine heutige Größe erreicht.
Im Zweiten Weltkrieg wurde der Platz bei Luftangriffen schwer beschädigt. Man überlegte, den Markt ganz aufzugeben und auf diesem wertvollen Grund in bester Lage Hochhäuser zu errichten, doch die Stadtverwaltung erweckte den Viktualienmarkt unter erheblichem finanziellem Aufwand wieder zu neuem Leben. Wegen der hohen Preise stürmten am 2. August 1948 aufgebrachte Münchner den Viktualienmarkt und bewarfen die Händler mit deren Lebensmitteln, was später im Volksmund als die „Eierschlacht am Viktualienmarkt“ bezeichnet wurde.
Münchner Bürger bereicherten ab 1953 den Platz mit Gedenkbrunnen für die Volkssänger und Komiker Liesl Karlstadt, Karl Valentin und Weiß Ferdl. Später kamen noch Brunnen für Ida Schumacher, Elise Aulinger und den Roider Jackl hinzu. Die aus den 1960er Jahren stammenden Pläne für eine direkt neben dem Markt verlaufende Stadtautobahn wurden nicht Realität. Im Jahre 1969 wurden im Vorfeld der Olympischen Sommerspiele von 1972 der Markt, die Standl (bayerisch für Marktstände) und das Petersbergl komplett saniert und renoviert. Im Rahmen dieser Aktion wurden die Keller in der Abteilung V errichtet.
Ab den 1950er Jahren entwickelte sich der Viktualienmarkt zu einem Feinschmeckermarkt. Auf einer Fläche von 22.000 Quadratmetern beherbergt er heute 107 Händler inklusive des Standes der Marktaufsicht. An den einzelnen Ständen werden Brot, Blumen, Früchte, Fisch, Fleisch, Molkereiprodukte, Säfte, Kunsthandwerk und vieles mehr angeboten. Heute ist der Markt eine Einkaufsmeile für die Münchner als auch eine Sehenswürdigkeit für Touristen.

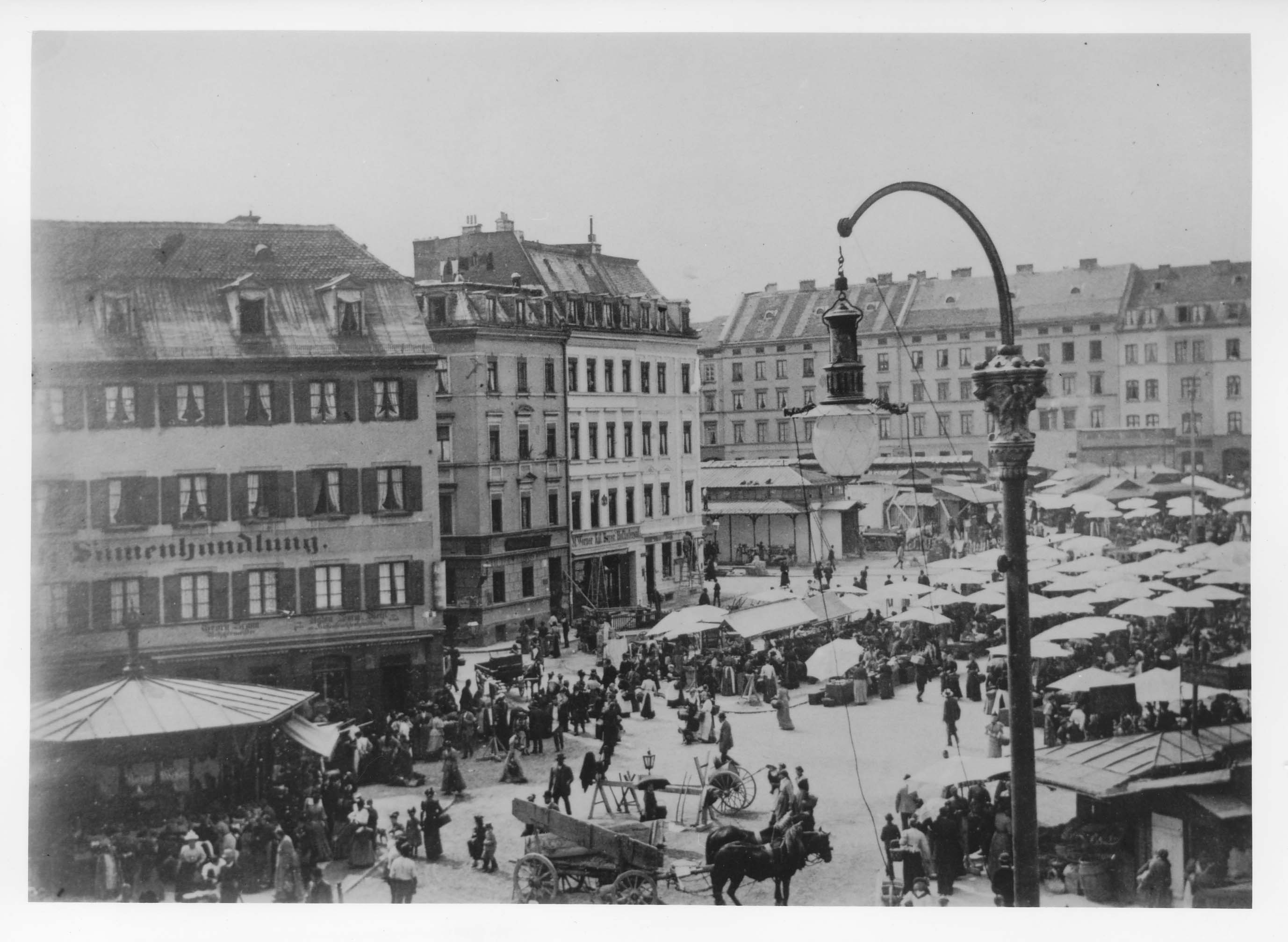
Viktualienmarkt 1900
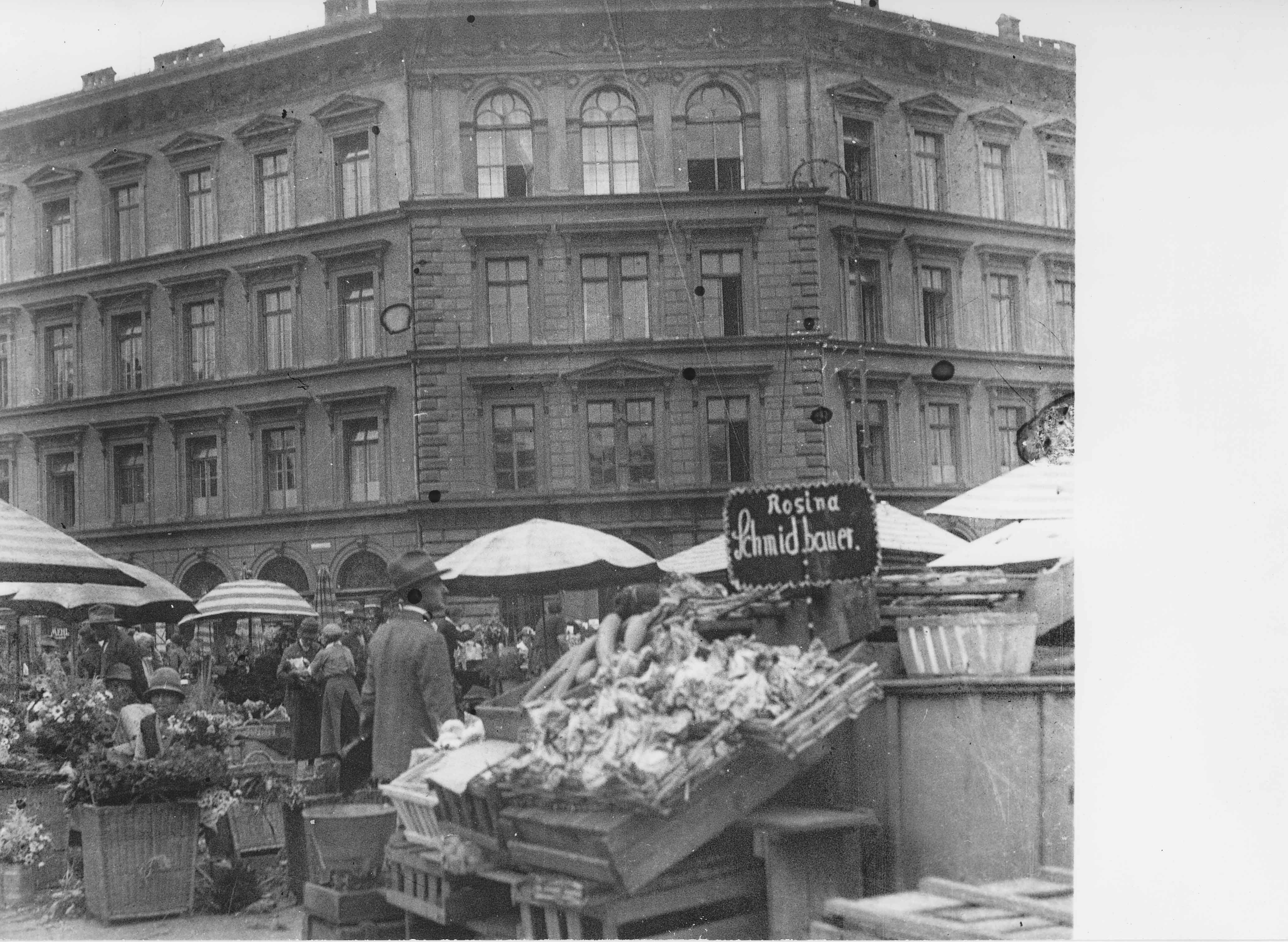
Viktualienmarkt ca. 1930
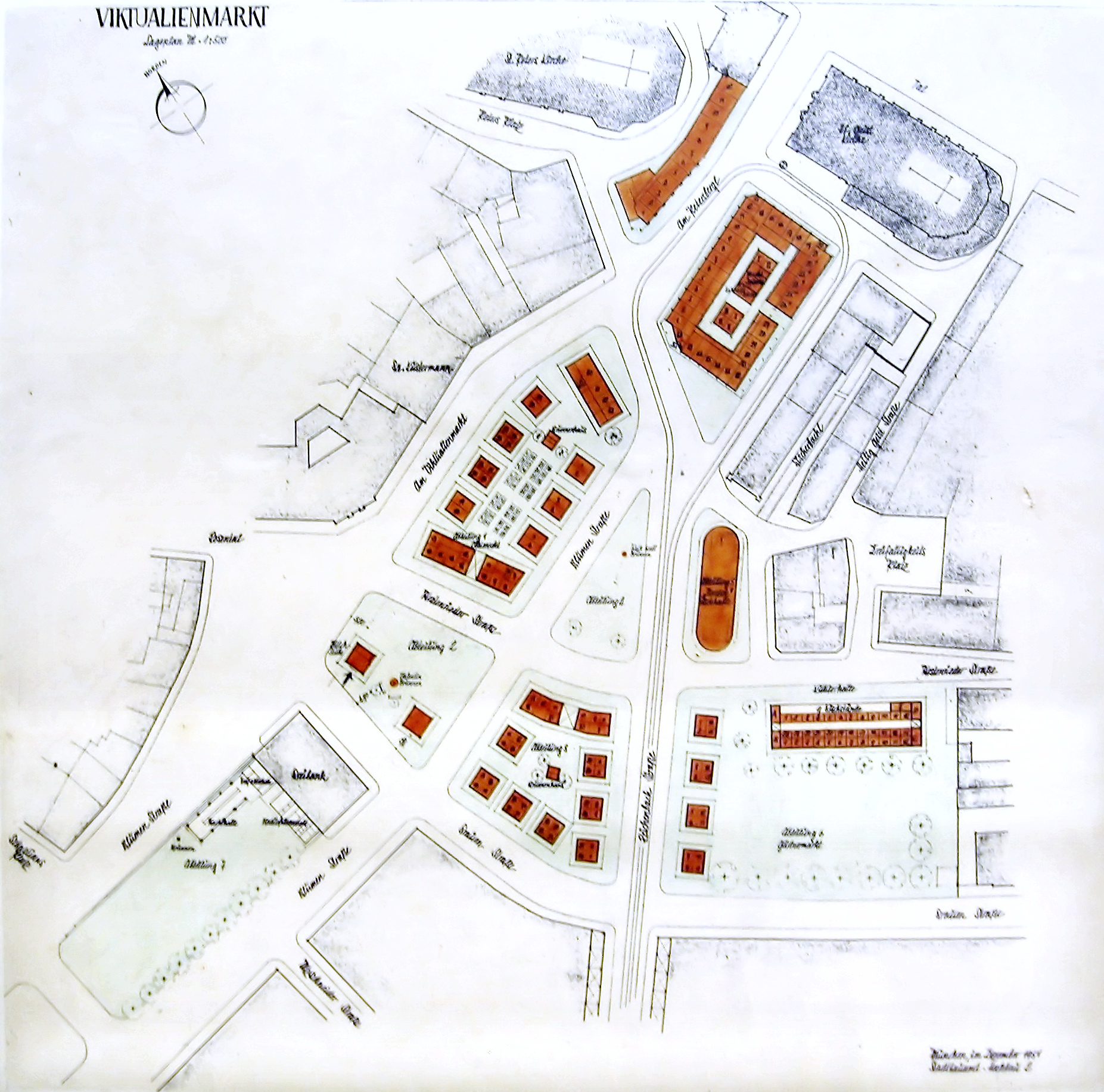
Viktualienmarkt Mitte oder Ende der 1950er Jahre
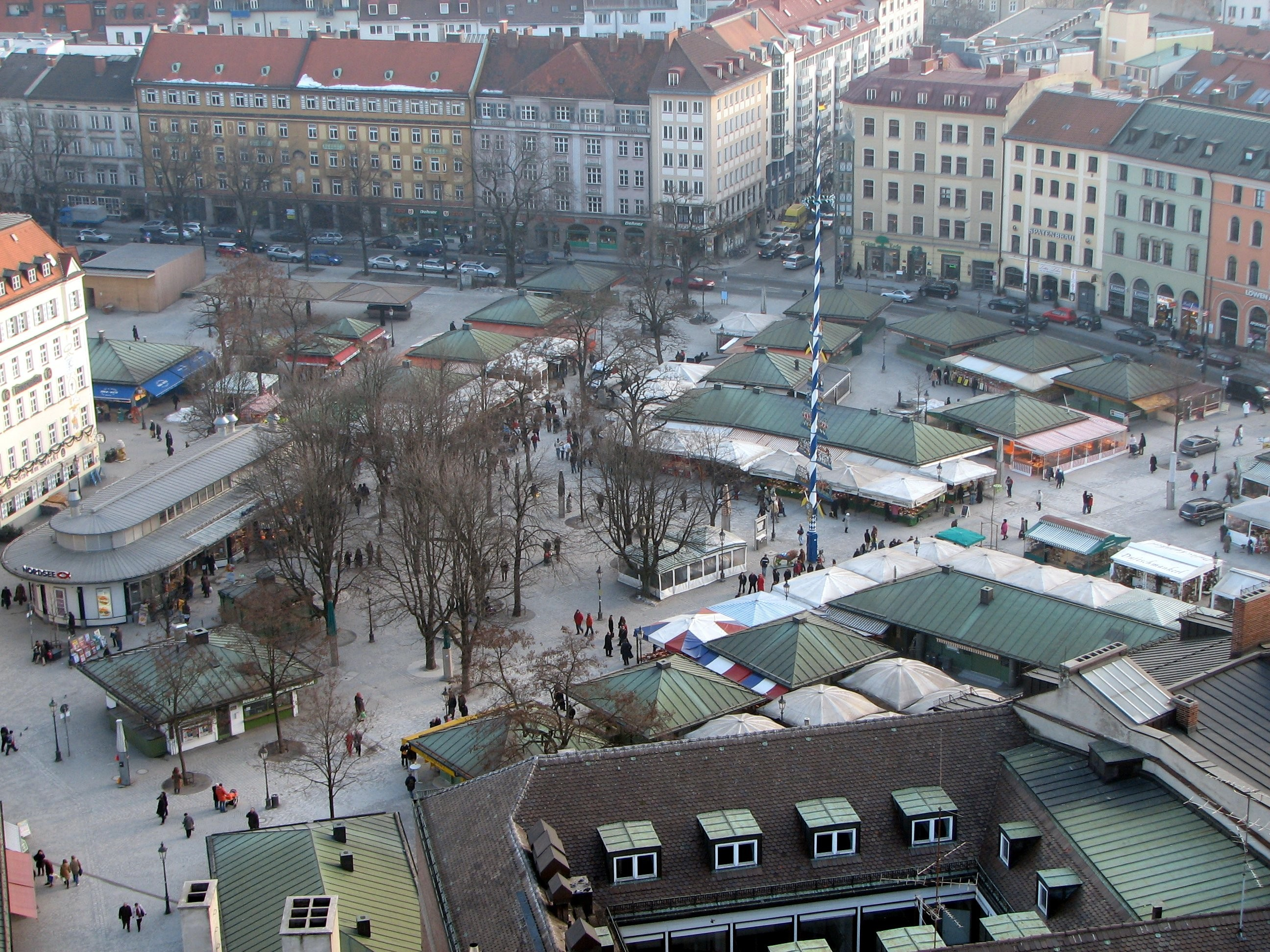
Viktualienmarkt 2006 von Sankt-Peter aus gesehen

## Abteilungen

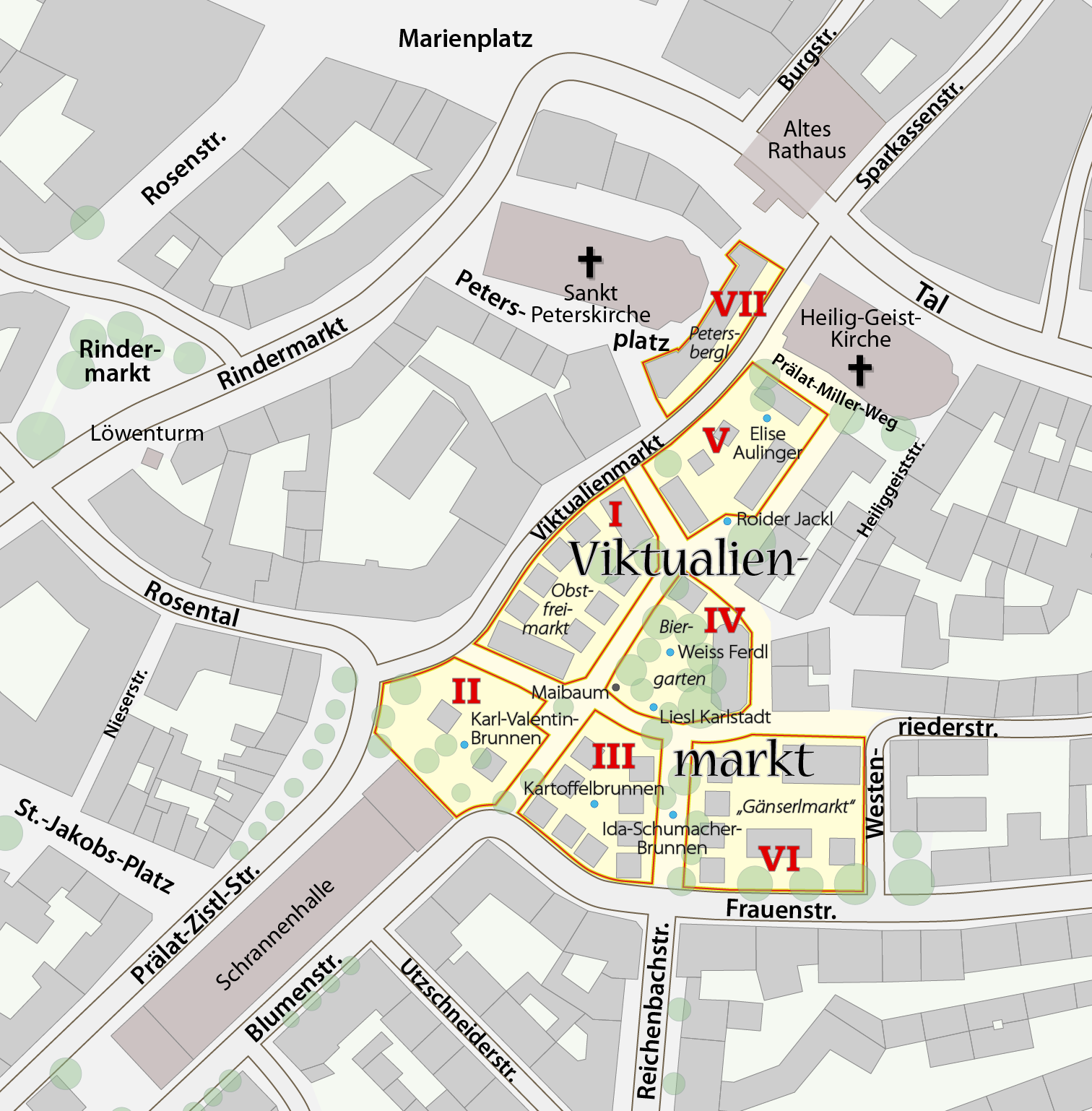
Plan des Viktualienmarkts

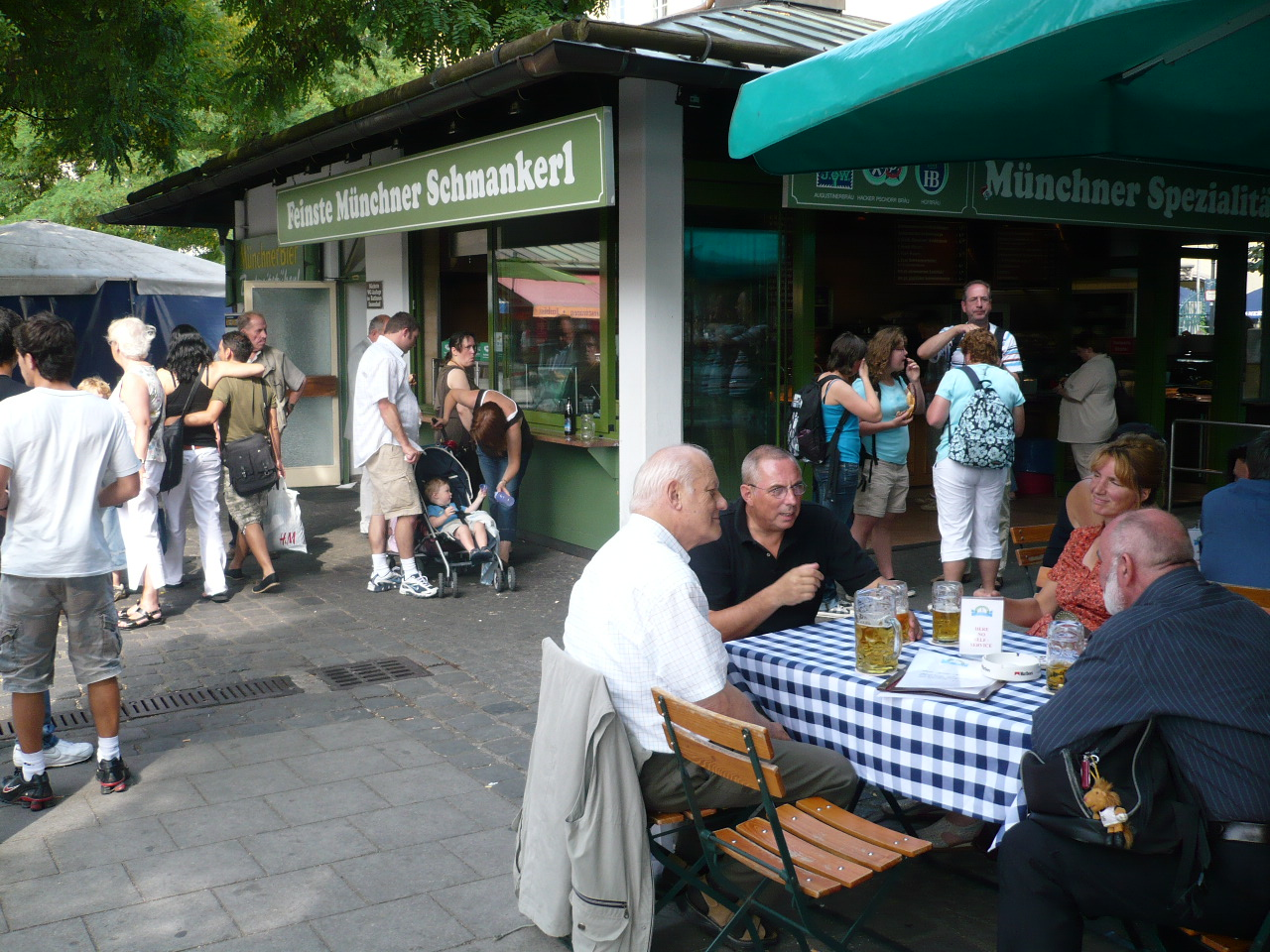
Eine der Möglichkeiten, am Viktualienmarkt einzukehren

Der Viktualienmarkt gliedert sich in sieben Abteilungen:

### Abteilung I
Dieser Bereich wird geprägt vom „Obstfreimarkt“, in dem vier Händler (immer die gleichen) mit Schirmständen wöchentlich rotieren, den Käse- und Wildhändlern und einem kleinen Brunnen.

### Abteilung II
Diese an die Schrannenhalle grenzende Abteilung besteht vor allem aus dem „Café Nymphenburg“, den Obstbauern und dem Karl-Valentin-Brunnen. Der Übergang vom Viktualienmarkt zur Schrannenhalle wurde im Zuge des Neubaus der Schrannenhalle umgestaltet.

### Abteilung III
Hier bilden die Stände einen Innenhof mit einem kleinen Brunnen. Zuhause sind hier unter anderem die Kartoffelhändler, die „Suppenküche“, der „Exoten Müller“ und die „Bäckerliesl“. Mit bürgerlichen Namen hieß sie Elisabeth Forstner und war mit 95 Jahren die älteste Händlerin am Markt, bis sie im April 2020 verstarb.

### Abteilung IV
Der Maibaum, der Liesl-Karlstadt-Brunnen und der Biergarten mit circa 1000 Plätzen bilden das Zentrum des Marktes. Da die Stadt bei der Vergabe des Biergartens keine der Münchner Brauereien bevorzugen wollte, wurde ein Kompromiss gefunden: abwechselnd beliefert jede der Brauereien den Biergarten und das Bier wird in neutralen Krügen ausgeschenkt, an der Schänke ist angeschlagen, welches Bier gerade im Ausschank ist. Die Lieferungen werden durch den Verein Münchener Brauereien e. V. organisiert, der auch den Maibaum spendet und den Brauertag durchführt. Zur Abteilung IV gehören auch die Fischhalle, betrieben von der „Nordsee“ und der „Waldmarkt“, in dem hauptsächlich Produkte wie Kränze, Palmzweige oder Pilze verkauft werden.

### Abteilung V
Die fünfte Abteilung beherbergt in Ergänzung zum Petersbergl (siehe Abt. VII) weitere Metzger. Unter dieser Abteilung befinden sich die Kelleranlagen des Viktualienmarktes, bei denen es sich, entgegen anders lautenden Gerüchten, um ganz normale Keller mit Lagerräumen handelt und nicht um alte Kavernen oder Katakomben. In den Abteilungen I, II, III und VI befinden sich keine oder nur sehr kleine Keller, da dort unterirdisch einige der alten Münchner Stadtbäche fließen.

### Abteilung VI
Diese Abteilung wurde 2006 komplett renoviert und mit neuen Ständen für die Eigenerzeuger besetzt. Auch die Entsorgungsstation, die wegen des Neubaus der Schrannenhalle von ihrem angestammten Platz weichen musste, fand dort einen Platz und wurde in neuer Form errichtet. In der früheren Kuttlerhalle logieren heute unter anderem zwei Fischhändler. Auch heute steht noch Geflügelhändler in diesem Teil des Marktes, der früher „Ganserlmarkt“ hieß.

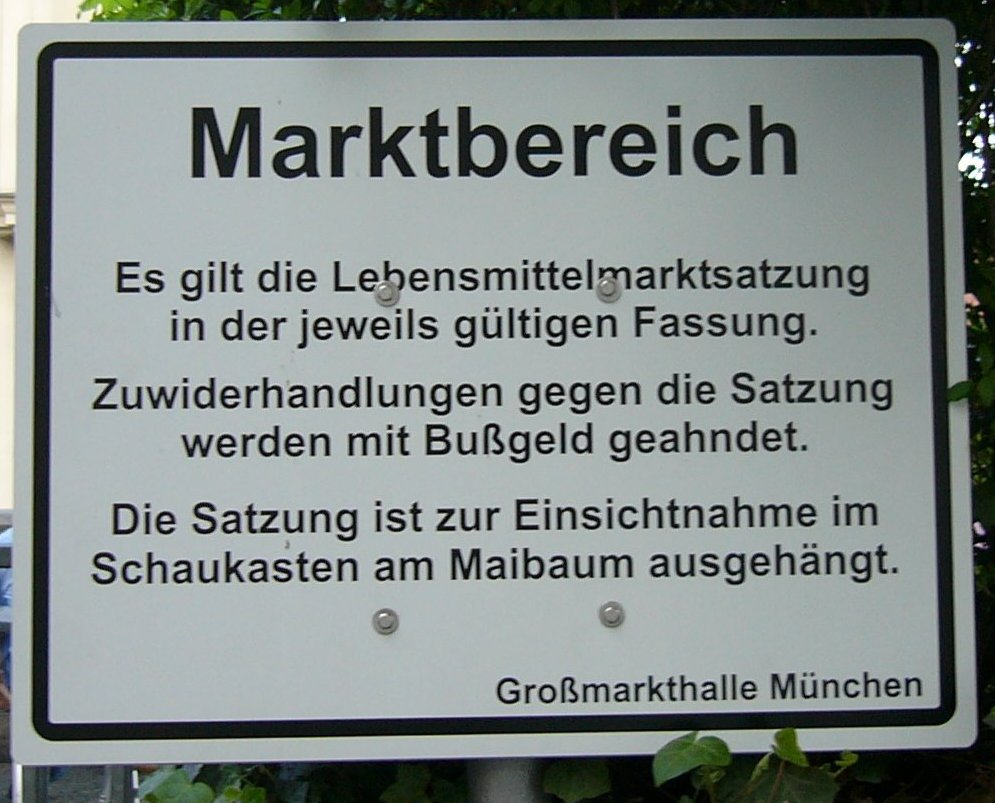
Hinweisschild zur Marktordnung vor der Terrasse

### Abteilung VII
Dieser 1880 von Arnold Zenetti errichtete Backsteinbau, das Petersbergl, beherbergt die Metzgerzeile, das Café Rischart, Münchens einziges Kammfachgeschäft und zwei Geschäfte, die mit Kunsthandwerk handeln. Schon vor der Gründung des Viktualienmarktes hatten hier die Metzger, die in früheren Zeiten wegen der Abwässer vor die Stadtmauer ziehen mussten, ihren Sitz. Das Petersbergl ist, obwohl räumlich durch eine Straße vom Markt getrennt, noch Teil des Viktualienmarktes. Über den Verkaufsstellen befindet sich eine tagsüber öffentlich zugängliche Terrasse, die einen Blick auf den Viktualienmarkt und das Tal ermöglicht. Bis zum Teilabriss des alten Rathauses befand sich dort teilweise die Stadtschreiberei. Das Petersbergl ist tatsächlich eine Anhöhe. In alten Unterlagen wird manchmal das Gebiet hinter der alten Freibank (heute Schrannenhalle) als Abt. VII bezeichnet.

## Rund um den Viktualienmarkt

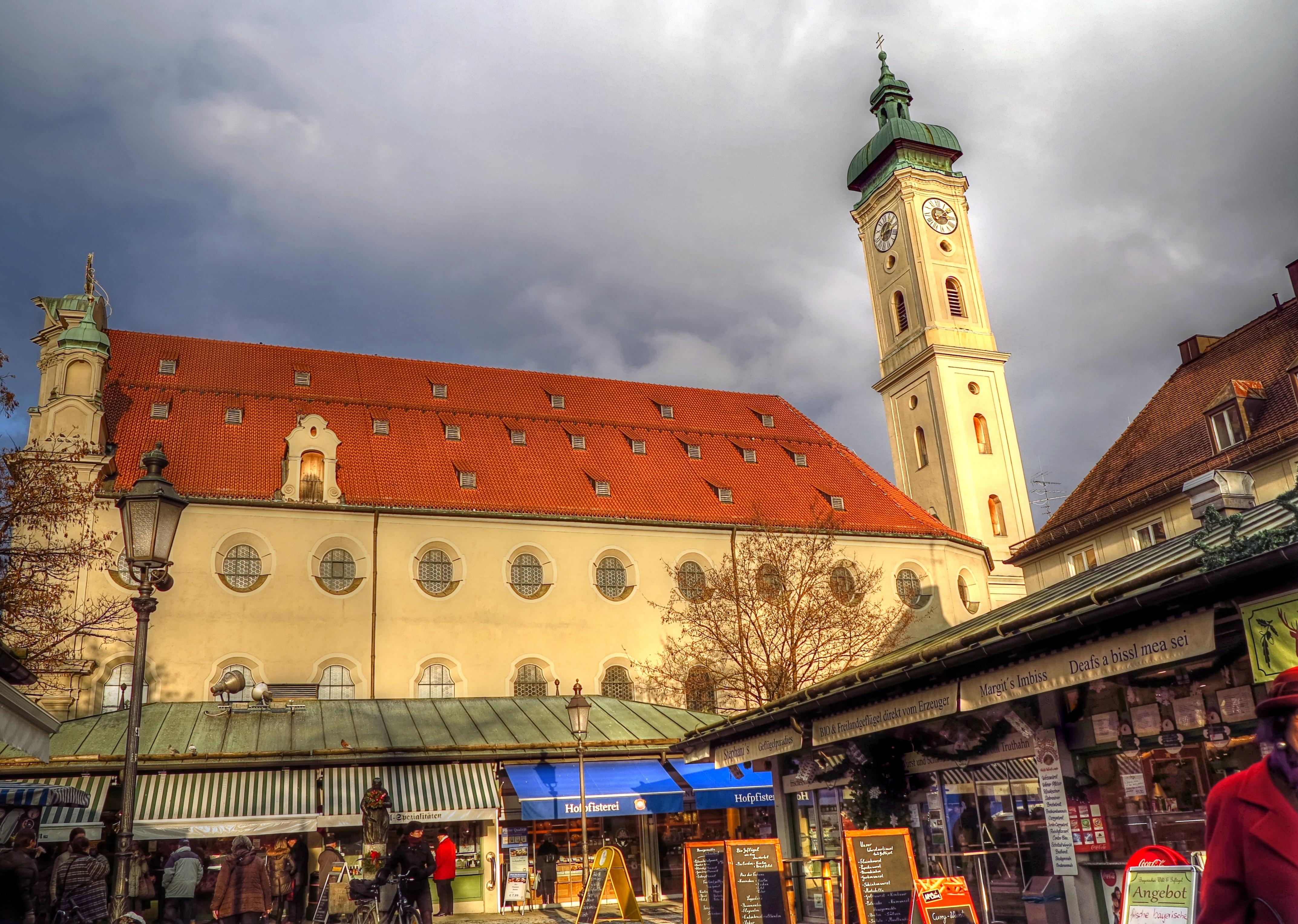
Heilig-Geist-Kirche vom Viktualienmarkt aus gesehen

Der Norden des Marktes wird begrenzt vom „Alten Peter“ und der Heilig-Geist-Kirche. Am westlichen Rand befinden sich Geschäfts- und Bürogebäude aus der Nachkriegszeit. Im Süden liegt die wiedereröffnete Schrannenhalle und gegenüber, auf der anderen Seite der Frauenstraße, eine gemischte Wohn- und Geschäftsbebauung. Diese zieht sich an der östlichen Seite bis zur Heilig-Geist-Kirche entlang. Die südliche und östliche Bebauung wurde trotz starker Beschädigungen durch Luftangriffe während des Zweiten Weltkriegs nach dem Krieg wieder aufgebaut und ist architektonisch wesentlich ansprechender als die westlich gelegenen Nachkriegsbauten. Bis auf den südlichen „Zipfel“ zur Schrannenhalle hin und die nordöstliche Bebauung bei der Heilig-Geist-Kirche ist der Viktualienmarkt durch öffentliche Straßen von der Umgebung getrennt.

## Brunnen und „Bäche“
Außer einigen Kustermann-Hydranten stehen auf dem Viktualienmarkt sechs Brunnendenkmäler. Das Wasser hat auf diesem Platz schon immer eine Rolle gespielt. Früher flossen, einem weitmaschigen Strickmuster ähnlich, sieben Bäche ungeordnet als Rinnsale über den Markt.
In München existierten früher fast 90 Stadtbäche und Seitenarme des Isarkanals. Auf dem Viktualienmarkt mündete der Fischerbach in das Münzbachl, das seinerseits unter der Heiliggeistkirche floss. Das Strohhammerbachl vereinigte sich mit dem Katzenbach, der das Tal überquerte. Der östliche Stadtgrabenbach kreuzte sich mit dem Roßschwemmbach, der sich wiederum in den Pfisterbach (beim Geschäft Kustermann) ergoss. Bis 1810 befand sich am Roßschwemmbach die Bäckerschnelle, wo die betrügerischen „Loabeschmiede“ (Bäcker) untergetaucht wurden. Heute sind alle diese Bäche längst verschwunden.
1907 gab es Erwägungen, hier einen gewöhnlichen Brunnen in „ganz einfacher Ausführung“ zu errichten, der zusammen mit neu geplanten Verkaufsständen der Stadt zur „Zierde gereichen“ sollte.

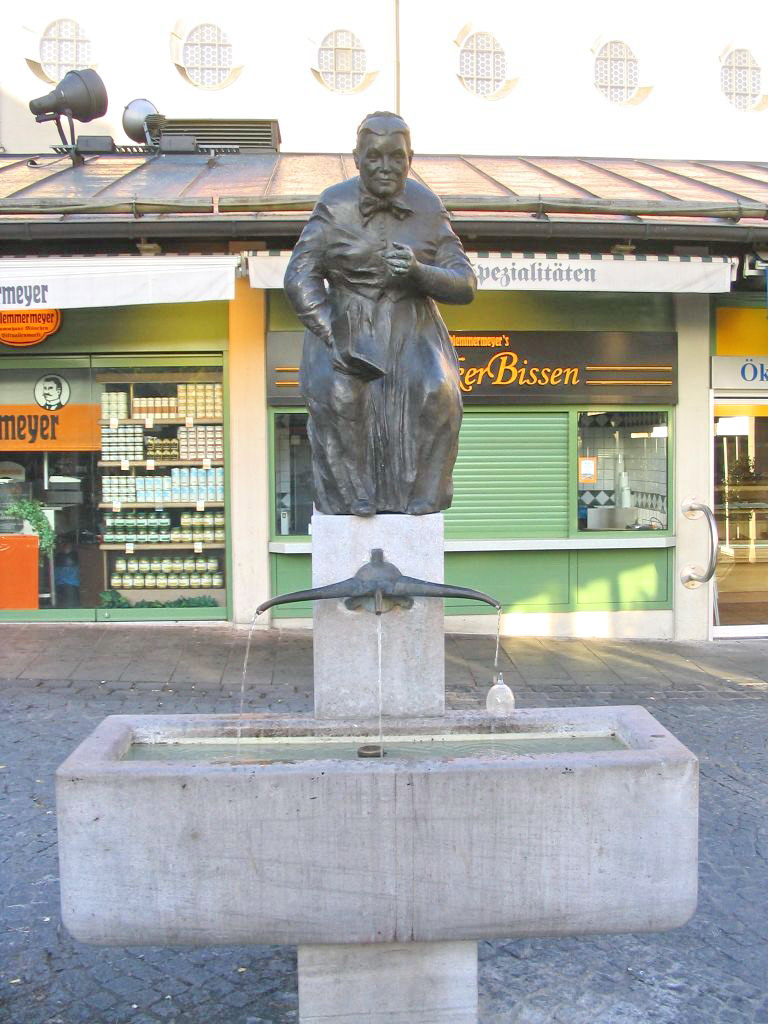
Elise Aulinger
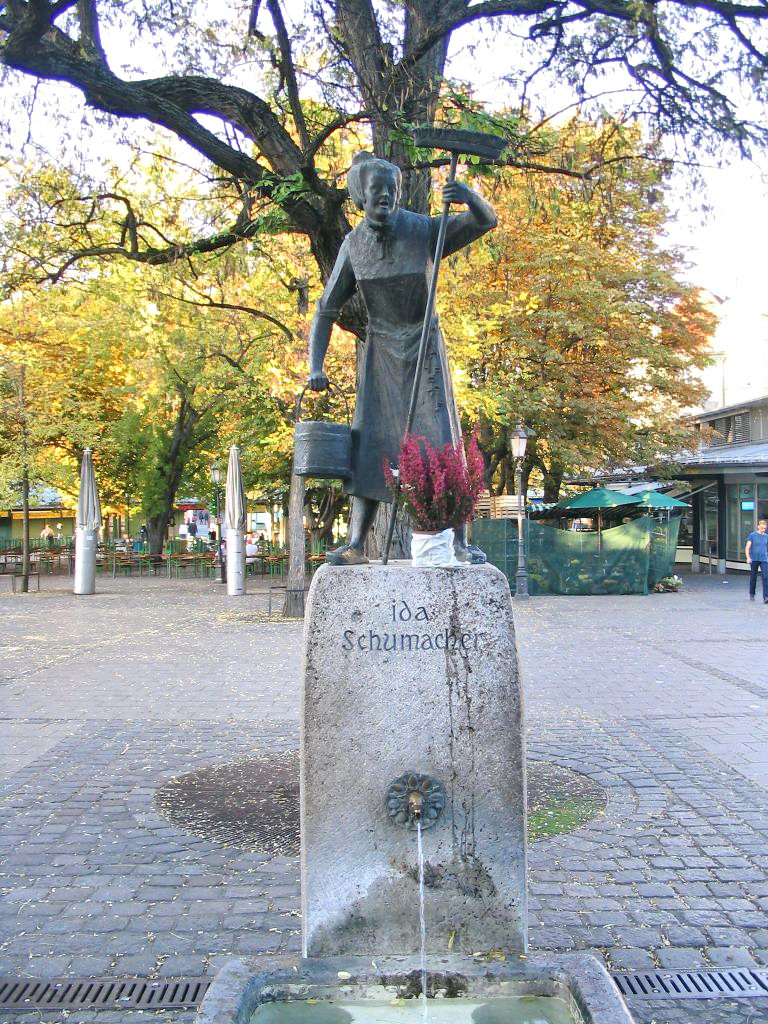
Ida Schumacher
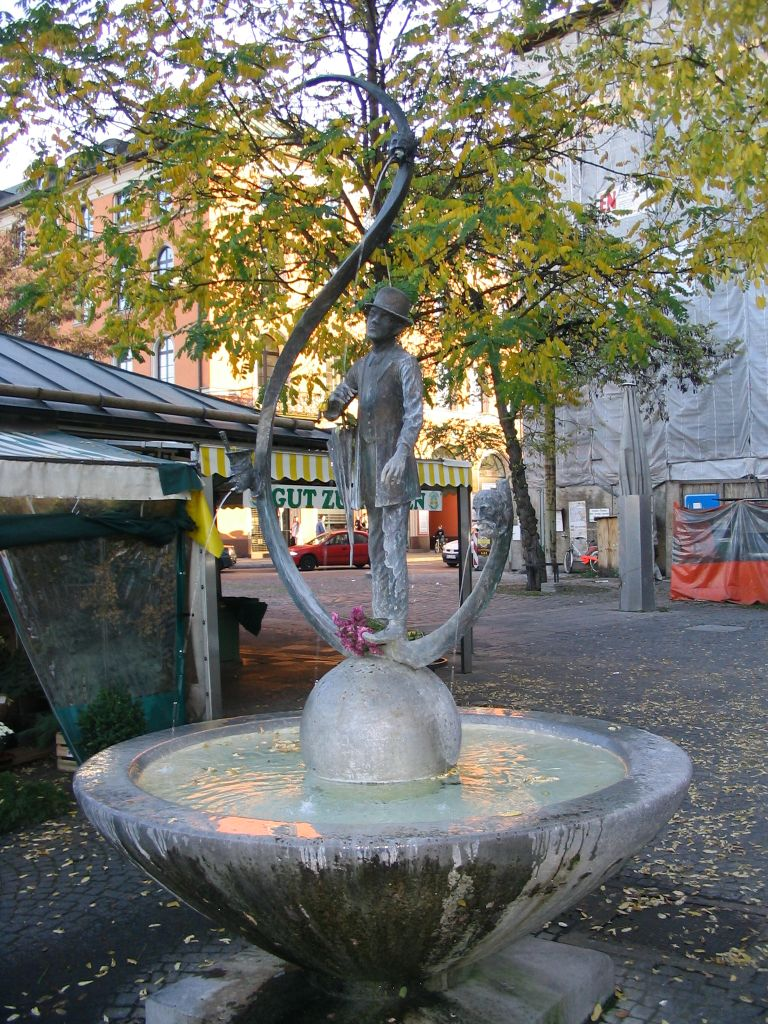
Karl Valentin
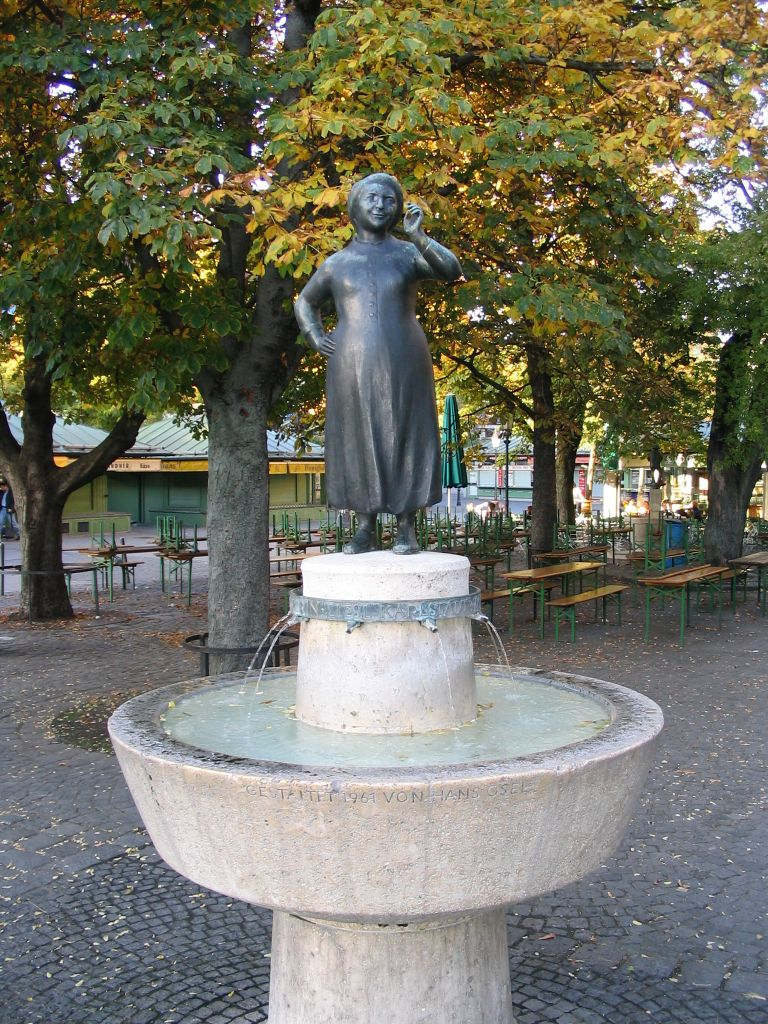
Liesl Karlstadt
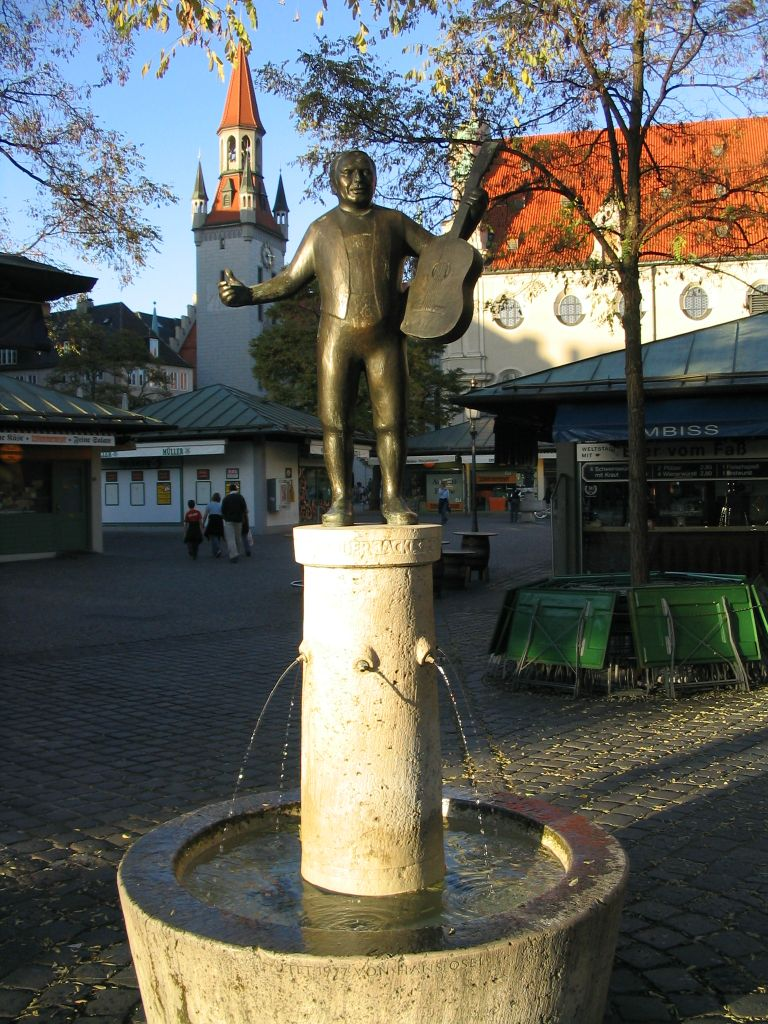
Roider Jackl
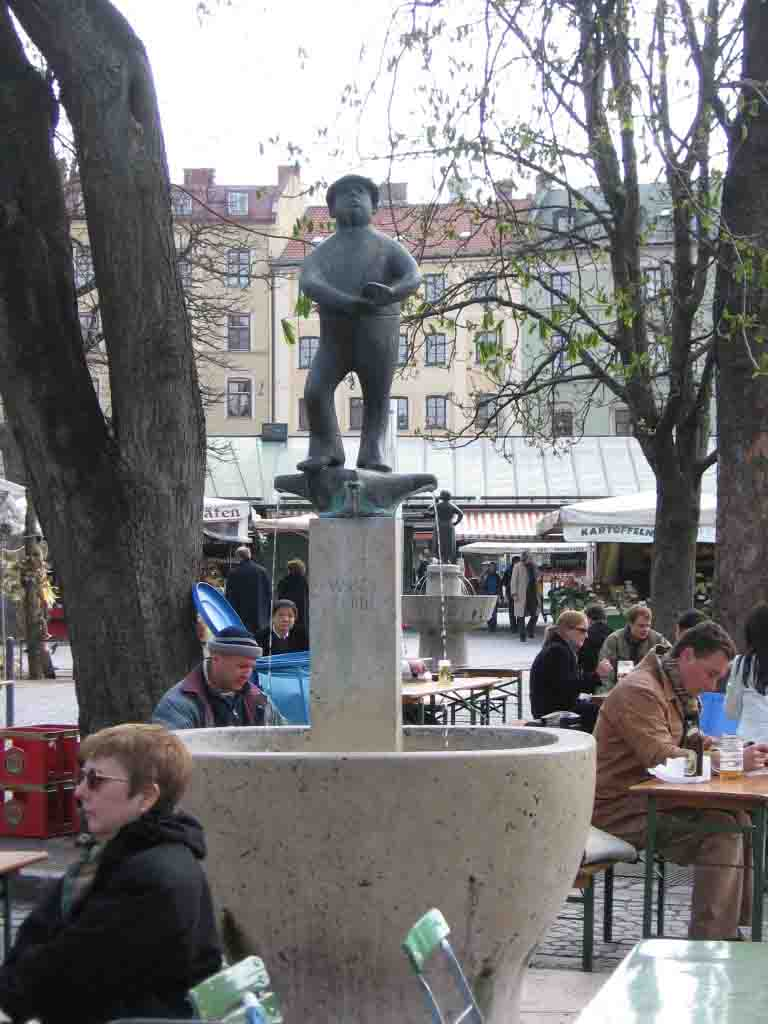
Weiß Ferdl

Der Textilkaufmann und Vorsitzende des Freundeskreises Münchner Volkssänger und Volksschauspieler, Gustl Feldmeier, ergriff die Initiative zur Errichtung der ersten drei Brunnen für Karl Valentin (Karl-Valentin-Brunnen von Ernst Andreas Rauch 1953), Weiß Ferdl (Josef Erber 1953), Liesl Karlstadt (Liesl-Karlstadt-Brunnen von Hans Osel 1961), denn, so begründete er: „[…] hier schlägt das Herz Münchens am stärksten! […]“. Später kamen noch die Gedenkbrunnen für die Volkssänger und Komiker Ida Schumacher (Marlene Neubauer-Woerner), Elise Aulinger (Anton Rückel) und den Roider Jackl (Hans Osel 1977) hinzu. Daneben gibt es auf dem Markt noch zwei kleinere Brunnen ohne berühmte Namensgeber.

## Maibaum

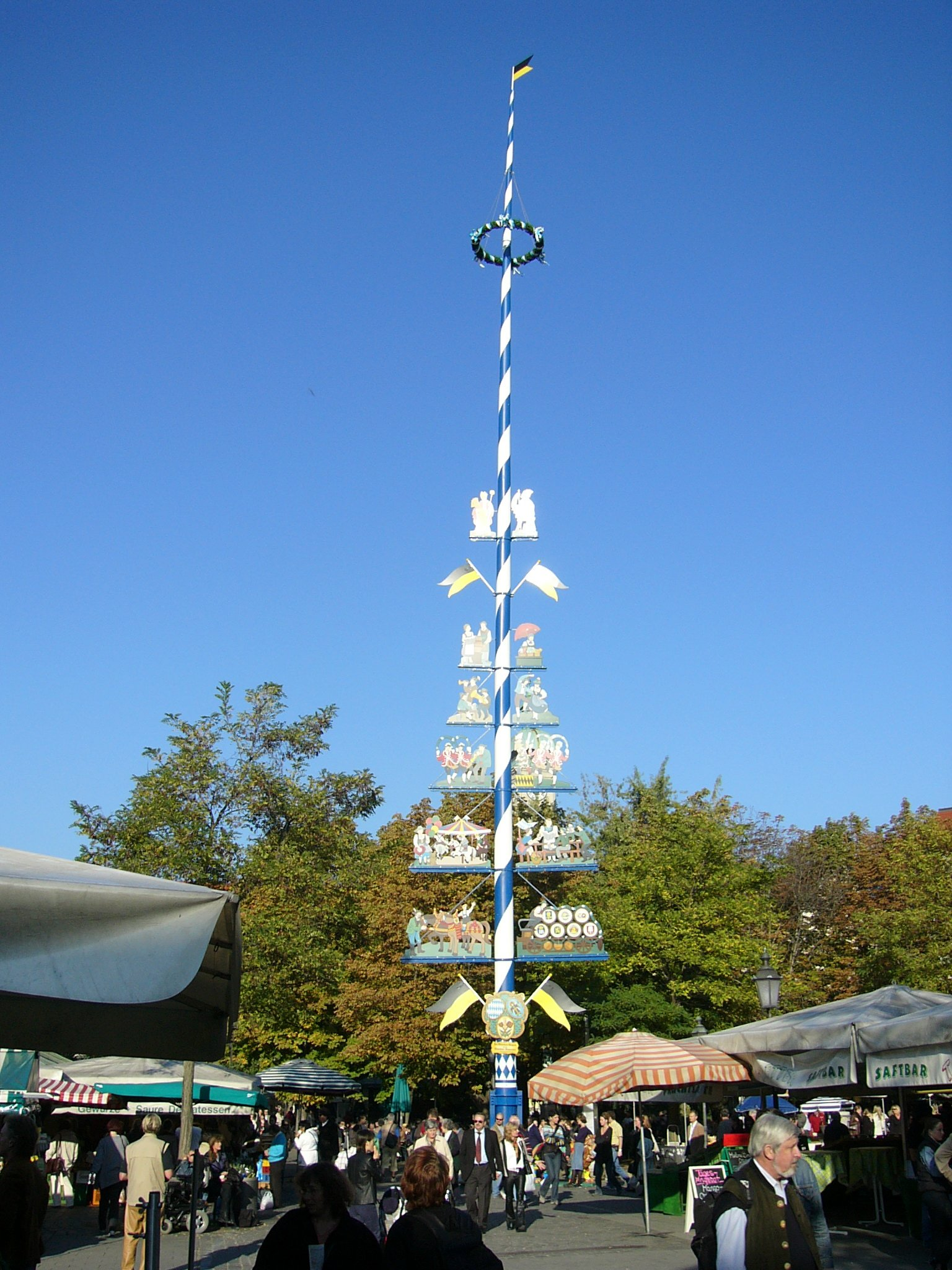
Der 10. Maibaum auf dem Viktualienmarkt (2005).

Seit 1962 stiften die sechs größten Brauereien in München über den Verein Münchener Brauereien e. V. den Maibaum, der über den Viktualienmarkt ragt. Dieser wird in regelmäßigen Abständen erneuert und von einem Burschenverein aus der Münchner Umgebung gefertigt.
1976 spendete die Landeshauptstadt München der Stadt Sapporo im Norden Japans ein Ebenbild des Maibaums auf dem Viktualienmarkt zur Anerkennung der seit 1972 bestehenden Städtepartnerschaft.

## Veranstaltungen

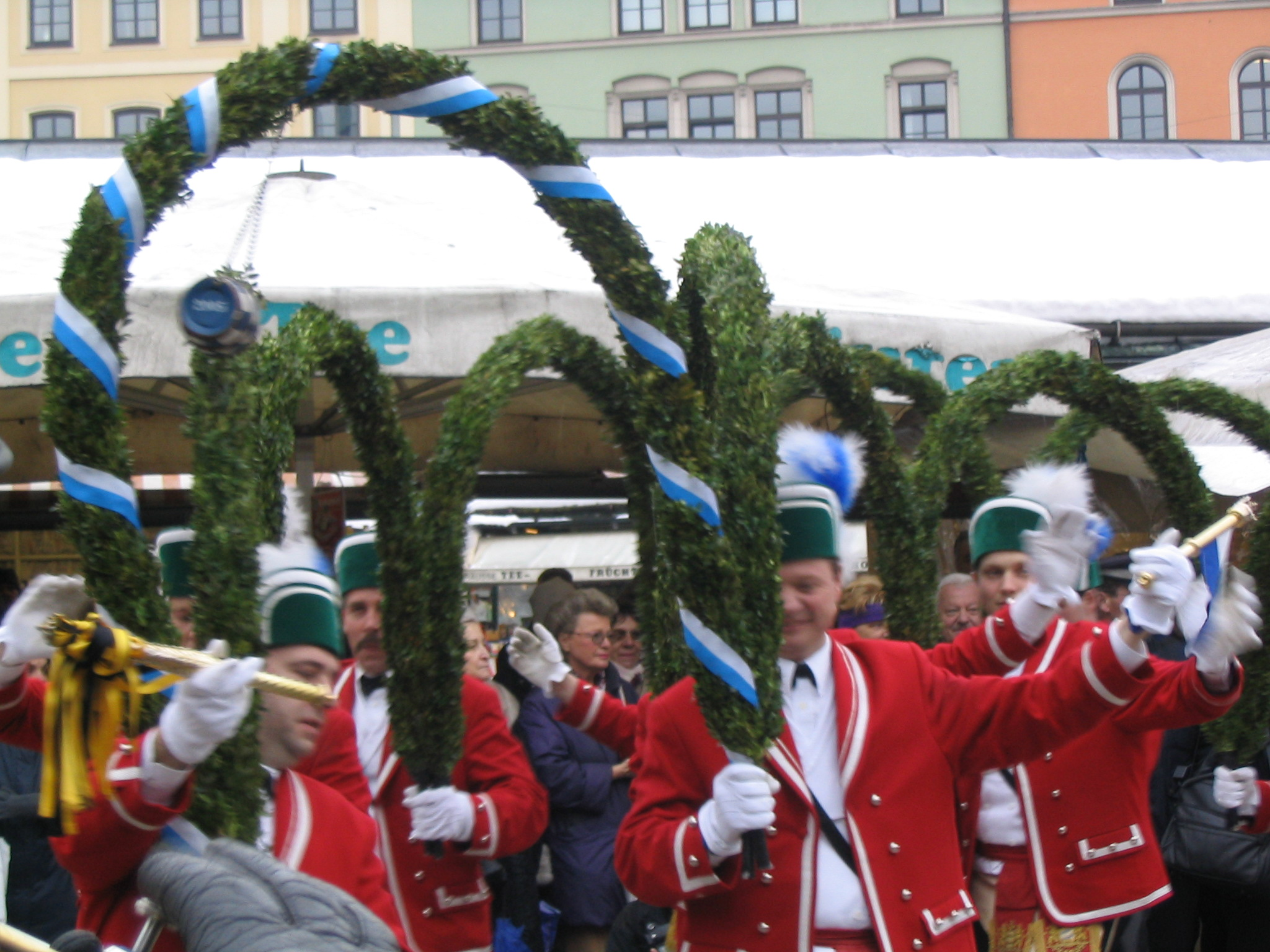
Unsinniger Donnerstag 2005 mit Schäfflertanz

Auf dem Viktualienmarkt finden regelmäßig verschiedene traditionelle Veranstaltungen statt, unter anderem:
- 11.11. 11:11 Uhr Faschingsstart der Narrhalla mit Vorstellung des offiziellen Münchner Faschingsprinzenpaares
- Unsinniger Donnerstag mit Fasching hat Herz und unterschiedlichen Darbietungen der Münchner Faschingsgesellschaften
- Faschingsdienstag der Tanz der Marktfrauen, ein Höhepunkt des Münchner Faschings
- Eröffnung der Spargelsaison (Mitte April)
- Gärtnertag (immer am 1. Dienstag im August)
- Winterzauber auf dem Viktualienmarkt

## Verwaltung
Der Viktualienmarkt wird von den Markthallen München verwaltet, einem Eigenbetrieb der Stadtverwaltung München.
Die Nutzung des Marktes für Händler, Käufer und Passanten regelt sich über die Lebensmittelmarktsatzung. Diese Satzung gilt daneben für den Elisabethmarkt, den Pasinger Viktualienmarkt und den Markt am Wiener Platz.

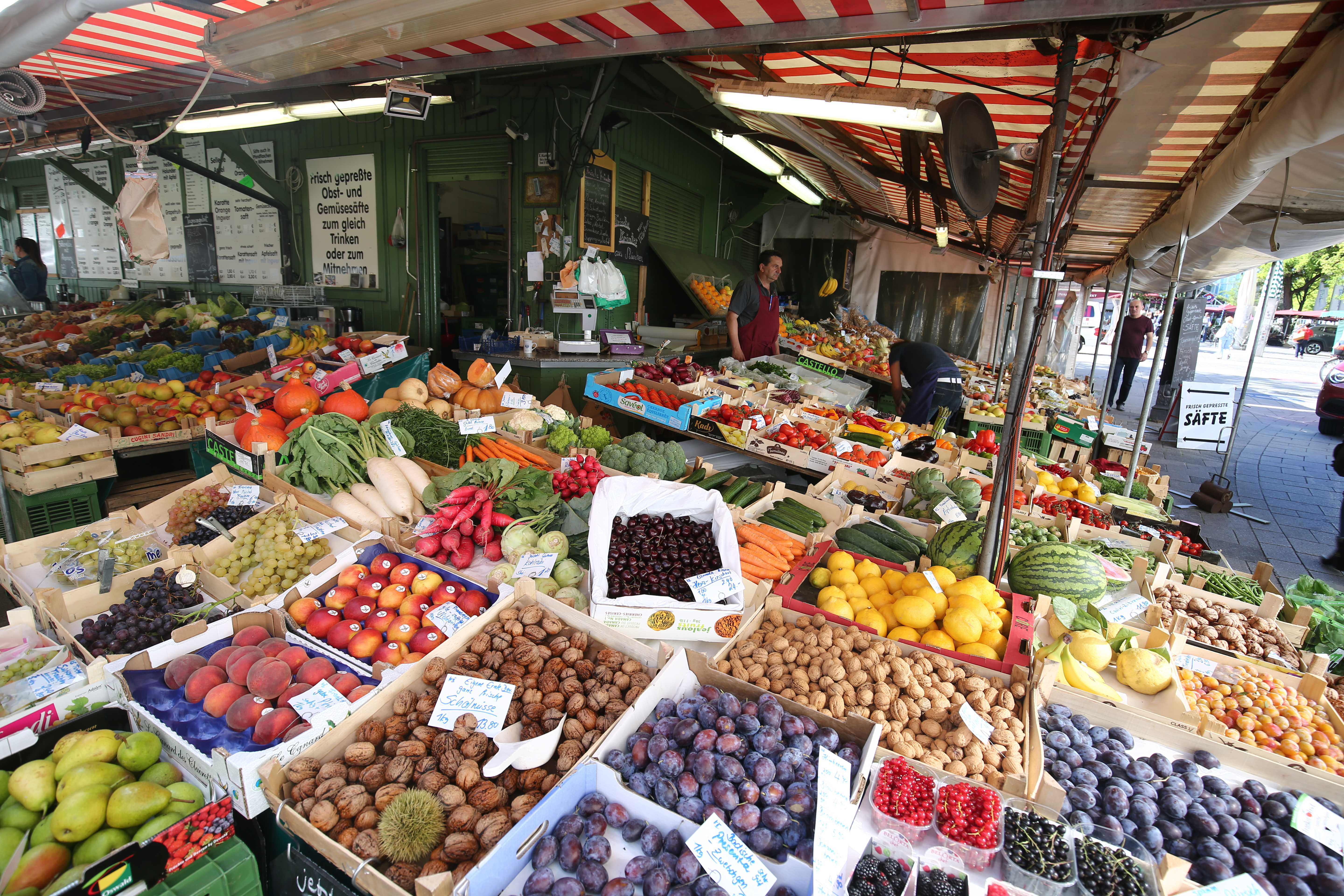
Stand auf dem Viktualienmarkt

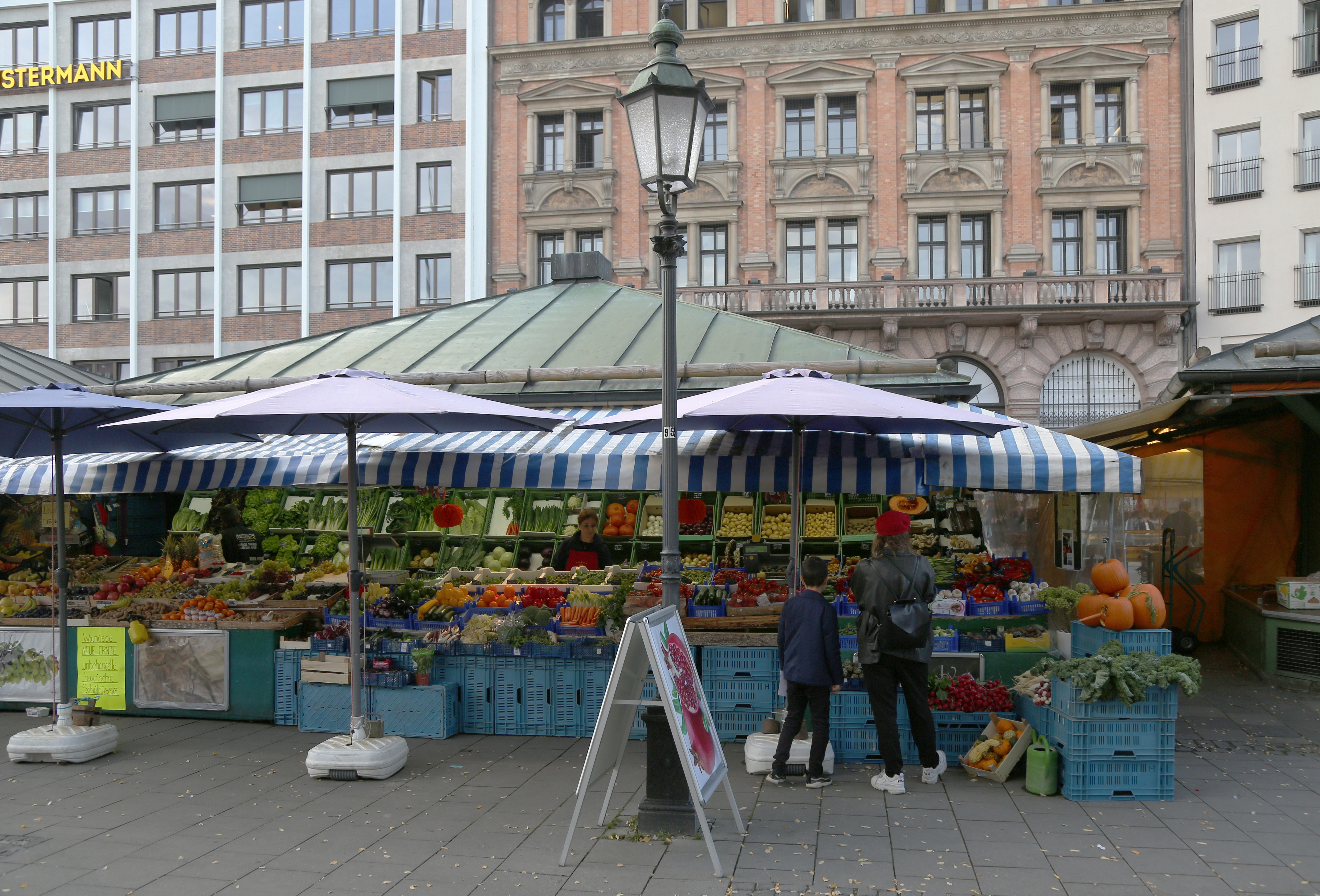
Stand auf dem Viktualienmarkt

Die Händler des Marktes haben keinen Mietvertrag, sondern eine so genannte Zuweisung. Dies hat zum einen historische Gründe, da der Markt Teil der Stadtverwaltung ist. Zum anderen ist es in der Lebensmittelmarktsatzung so festgelegt. Die Gebühren setzen sich zusammen aus einer Grundgebühr und einer Umsatzgebühr und richten sich nach der Gebührensatzung für die Lebensmittelmärkte. Eine pauschale Aussage über die Gebühren für einen Stand ist nicht möglich, da durch viele Faktoren (fester Stand, Schirmstand, Freistand, Keller, Abteilung, Sortiment) für jeden Stand praktisch eine eigene Gebühr zustande kommt. Freie Stände werden durch ein öffentliches Ausschreibungsverfahren vergeben. Die Stände werden nach verschiedenen Kriterien vergeben, unter anderem wie Konzept, Erfahrung, wirtschaftlicher Hintergrund.

## Öffnungszeiten
In früheren Zeiten hatte der Viktualienmarkt jeden Tag (einschließlich Sonntag) von 7 Uhr früh bis zum Einbruch der Dämmerung geöffnet. Nur an hohen kirchlichen Feiertagen blieb der Markt geschlossen. Da der Viktualienmarkt der zentrale Ort für die Lebensmittelversorgung der Münchner Bürger war und es noch keine Kühleinrichtungen gab, war die tägliche Öffnung sehr wichtig.
Heute haben die Viktualienmarkthändler im Rahmen der gesetzlichen Öffnungszeiten Montag bis Samstag bis spätestens 20:00 Uhr geöffnet, wobei Ausnahmen für Blumenhändler, Bäcker und Gastronomie gelten. Viele Marktstände reizen die gesetzlich erlaubten Öffnungszeiten nicht aus, sondern haben jeweils eigene, reduzierte Öffnungszeiten.

## Sonstiges

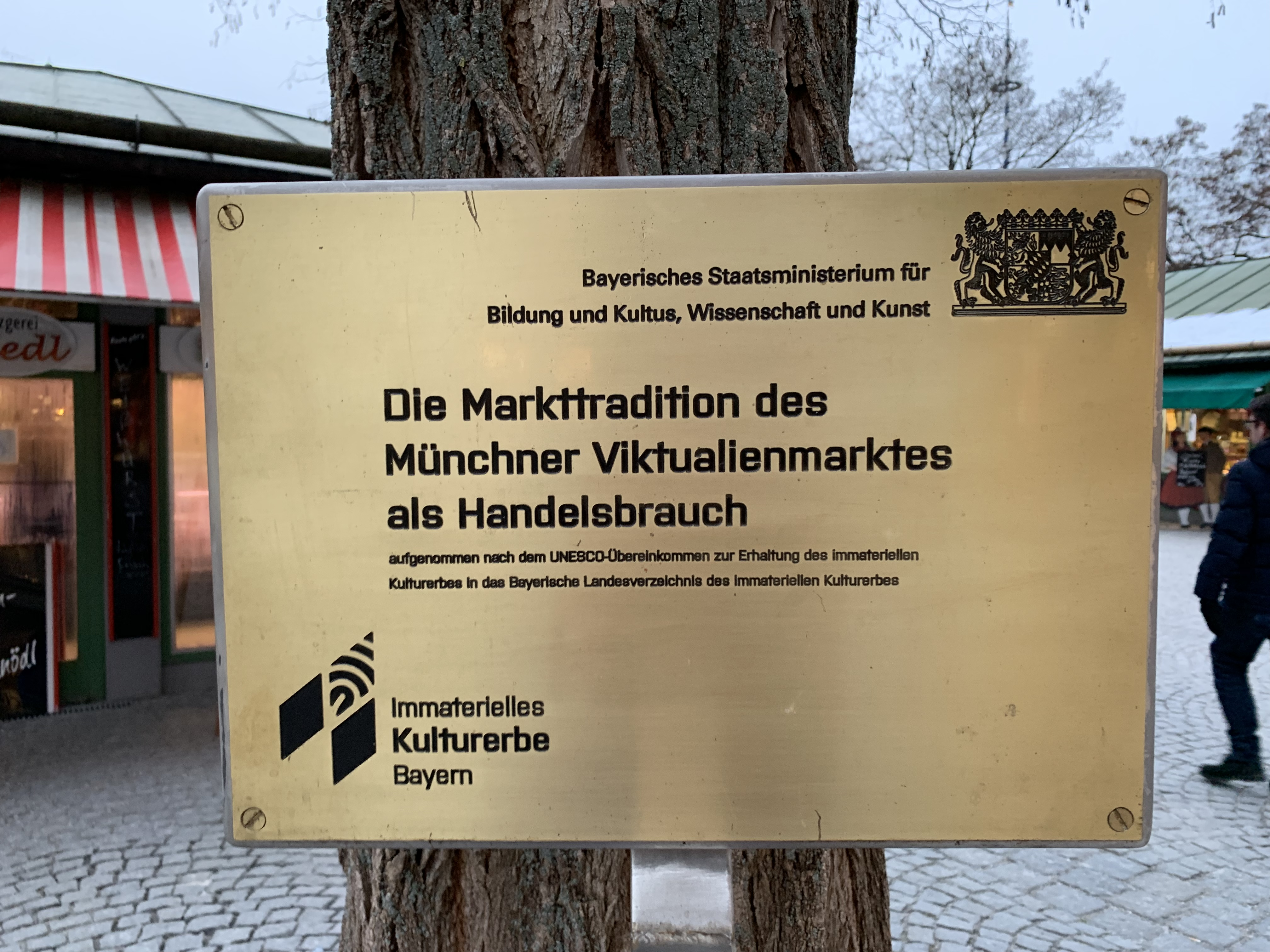
Hinweisschild Immaterielles Kulturerbe Bayern

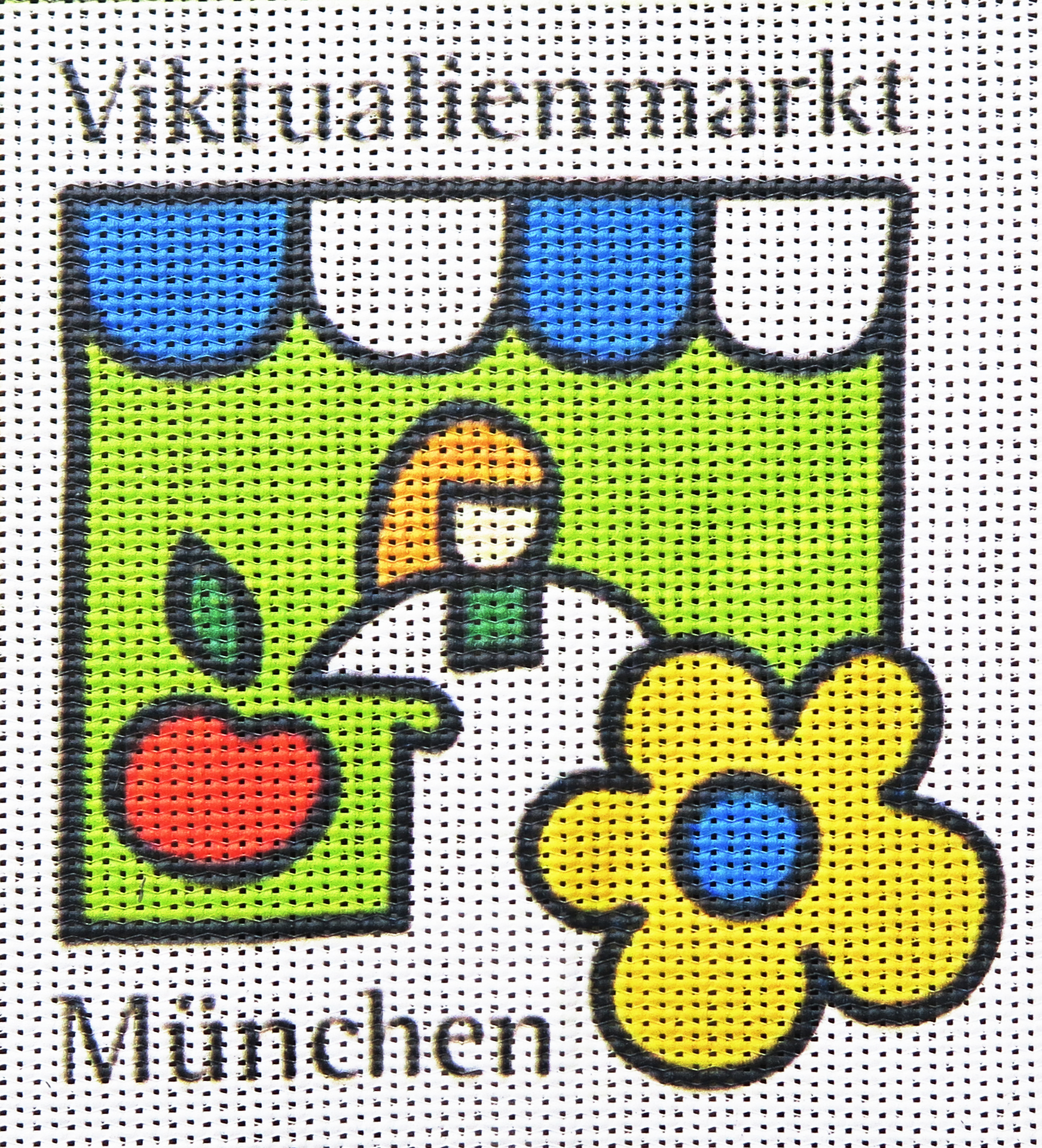
Logo des Viktualienmarkts

- Der Viktualienmarkt ist auf der bayerischen Landesliste als immaterielles Kulturerbe eingetragen.[6][7][8]
- 2016 erhielt der Viktualienmarkt den Eckart Witzigmann Preis für Lebenskultur.[9]
- Der Markt wird im Volksmund „die gute Stube von München“ genannt. Aufgrund seiner Prominenz ist das Preisniveau eher überdurchschnittlich.
- Das Gebiet ist straßenverkehrsrechtlich entweder Fußgängerzone (mit Lieferzeiten; Taxi und Linienverkehr frei) oder Gehweg.
- Ab 1896 verkehrte auf dem Viktualienmarkt die Pferde-, ein Jahr später die elektrische Trambahn. Zuletzt hatte bis 1960 die Linie 5 (Viktualienmarkt – Candidplatz) ihre Wendeschleife am Markt.
- Der Viktualienmarkt wird unter anderem als Kulisse für Film-Dreharbeiten genutzt, beispielsweise in dem gleichnamigen Tatort und in der Polizei-Fernsehserie München 7.
- 2003/2004 wurde von Steffi Kammermeier ein abendfüllender Dokumentarfilm über den Viktualienmarkt gedreht.
- 2003 gab die Bundesrepublik Deutschland eine Briefmarke (45 Cent) zum Viktualienmarkt heraus, die den Valentinbrunnen zeigt.
- Von Ida Schumacher (der ein Brunnen auf dem Viktualienmarkt gewidmet ist) gibt es ein sehr bekanntes Stück: Die Ratschkathl vom Viktualienmarkt.
- Als Motiv diente der Markt unter anderem den Münchner Malern Rupert Maria Stöckl und Josef Wahl.
- Der Liedermacher Konstantin Wecker hat 1977 die erste Version seiner Ballade Willy auf Platte veröffentlicht. Darin verortet das lyrische Ich die echten Leit, de wo ned dauernd „Ja, Herr Lehrer!“ sagn, am Viktualienmarkt (sowie am Bahnhofseck). Allerdings müsse man bei diesen echten Leuten aufpassen ..., weil des san Gschlagene.
- Die Händler sind zum Teil in der Interessengemeinschaft Viktualienmarkt (IGV) organisiert. Diese vertritt die Händler gegenüber dem Kommunalreferat und den Markthallen München nach außen.
- Am 4. Februar 2017 gründete der Münchner Bundestagsabgeordnete Wolfgang Stefinger mit engagierten Bürgern den Verein Freunde des Viktualienmarkts, der sich für eine sanfte Sanierung des Marktes einsetzt.[10]
- Für den Bereich des Viktualienmarktes, einschließlich der Metzgerzeile, gilt die Satzung der Markthallen München. Auf dem Satzungsgebiet sind das Musizieren, Radfahren und Betteln verboten. Die Mitarbeiter der Markthallen München kontrollieren die     Einhaltung der Regelungen der Satzung und ahnden Verstöße.
- Am Viktualienmarkt gibt es kostenloses WLAN der Stadtwerke München.[11]
- Neben dem bekannten Markt im Münchner Zentrum gibt es im Stadtteil Pasing den kleineren Pasinger Viktualienmarkt. Da Pasing 1905, bei der Gründung des Marktes, noch eine eigene Stadt war, gibt es somit in München zwei Viktualienmärkte.

## Film
- Im Bauch von München – Der Viktualienmarkt. Dokumentarfilm, Deutschland, 2017, 43:14 Min., Buch und Regie: Stefano Tealdi und Ignacio Lantero, Produktion: Stefilm, Ma.ja.de Filmproduktion, ZDF, arte, Reihe: Im Bauch von ..., Erstsendung: 25. Januar 2018 bei arte, Inhaltsangabe von ARD.